# Matthijs Maris
Matthias Marris, Matthijs Maris o Thijs(La Haya, 17 de agosto de 1839-Londres, 22 de agosto de 1917) fue un pintor, aguafuertista y litógrafo neerlandés. En sus inicios su estilo se enmarcó dentro de la Escuela de La Haya, al igual que sus hermanos Willem y Jacob, pero con el paso del tiempo se fue distanciando más y más hasta llegar a un estilo más Prerrafaelita.

## Vida
Con doce años de edad, Matthijs quiso entrar en la Academia de Arte de La Haya pero no pasó el examen de ingreso. De todos modos, recibió lecciones de Isaac Cornelis Elink Sterk, secretario de la academia. Un año más tarde lo volvió a intentar y esta vez fue admitido estudiando allí hasta 1855. En 1854 se convirtió en discípulo del pintor de marinas, Louis Meijer, quien le ayudó en la concesión de un subsidio real otorgado por la reina Sofía que le permitió viajar a Antwerp junto a su hermano y allí alquilar juntos un lugar de trabajo. En 1858 Matthijs regresó a La Haya donde Jacob aún mantenía un estudio que pudieron compartir. Posteriormente ganan bastante dinero con la copia de ocho retratos reales y se mudan a Oosterbeek donde se encuentran con Anton Mauve, Johannes Warnardus Bilders, su hijo Gerard y otros artistas que más tarde jugarán un importante papel en la Escuela de La Haya.
En 1860 viajó con su hermano Jacob a lo largo del Rin hasta Suiza volviendo a los Países Bajos a través de Francia. En Colonia los hermanos vieron una exposición que mostraba el arte alemán desde 1800 la cual intensificó la influencia del romanticismo germano sobre Matthijs.
Tras su regreso a los Países Bajos, Matthijs mostró algunos de sus trabajos en Ámsterdam y La Haya pero estos no fueron bien recibidos. Este fracaso lo transformó en una persona resentida y amargada. Jacob, que estaba teniendo éxito en París, invitó a su hermano a que se uniera a él cosa que hizo en 1869.Al acabar la Guerra franco-prusiana de 1870-71, Jacob volvió él solo a La Haya junto a su familia y la soledad tras la marcha de su hermano fue difícil para Matthjis. Como muchos artistas de aquella época, Matthjis sólo encontró pobreza en París así que reanudó sus trabajos. Su estilo cambió muy poco con reminiscencias de su periodo más temprano y sólo pintaba para tener para comer. Más tarde, él mismo renegaría de estos trabajos calificándolos de 'panfletos'.  
Un tratante de arte lo convenció para que se instalara en Londres lo que hizo en 1877. Allí pintó escenas más imaginativas como personajes de cuentos de hadas y castillos encantados. También pintó una serie de novias en suaves tonos grises, delicadas y vaporosas como en un sueño. Hizo retratos especialmente a los niños de sus amigos como Baby lessor (1880) y Barije Swan (1887). Los niños, acompañados o no de animales, fue uno de sus temas favoritos. Le gustaba pintar los retratos a base de muchas capas con tonos grises y marrones usando pintura seca suelta. La imagen resultaba como si estuviera velada por la niebla.
Matthijs, tras una breve enfermedad, falleció el 22 de agosto de 1917 con 78 años de edad. Su cuerpo está enterrado en Londres.

## Selección de obras

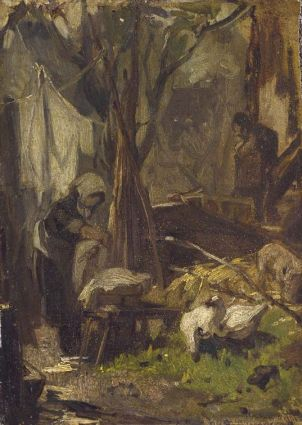
Día de lavar
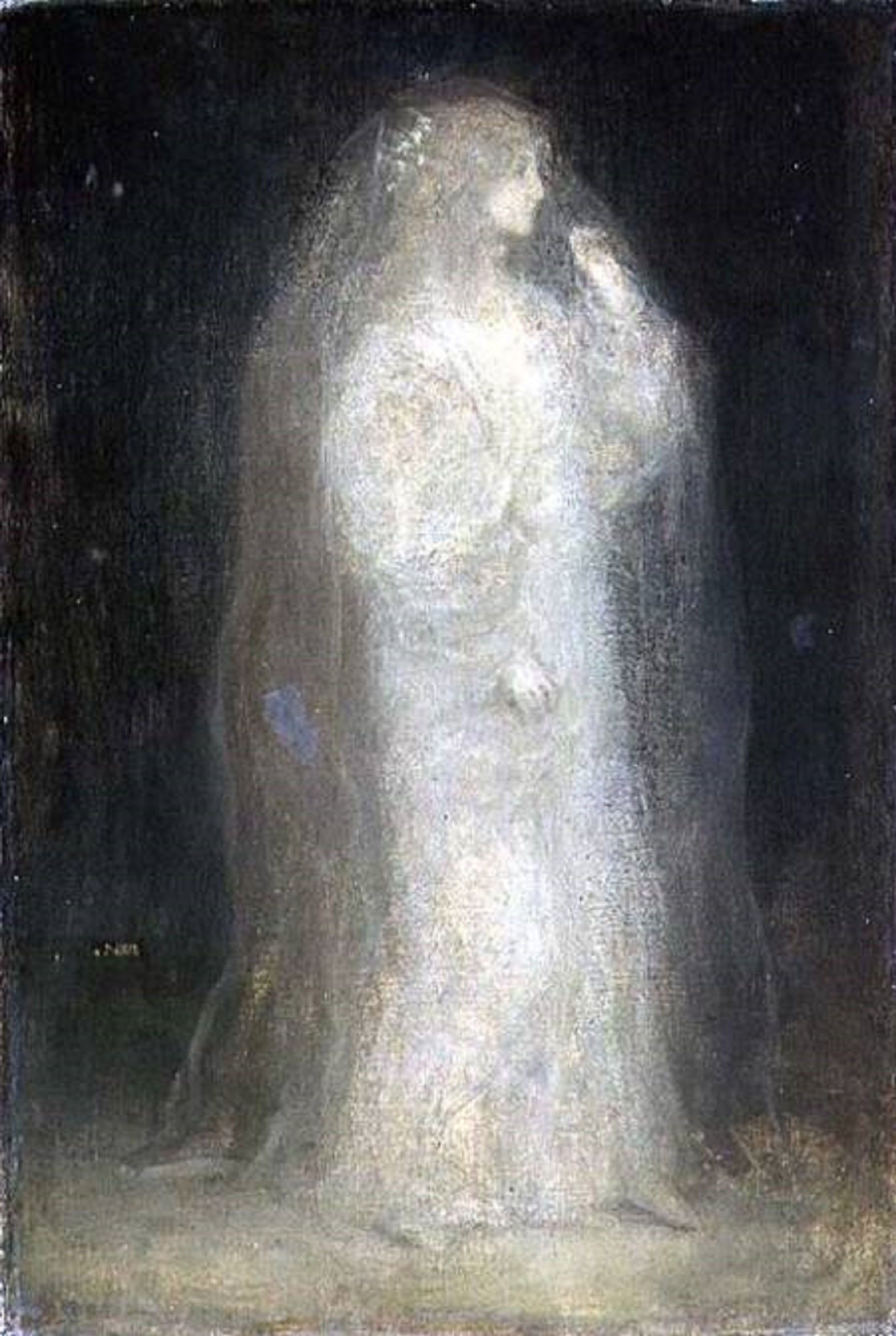
Novia con velo, 1887
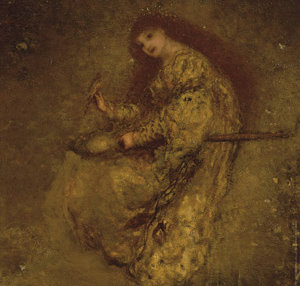
Cabrera
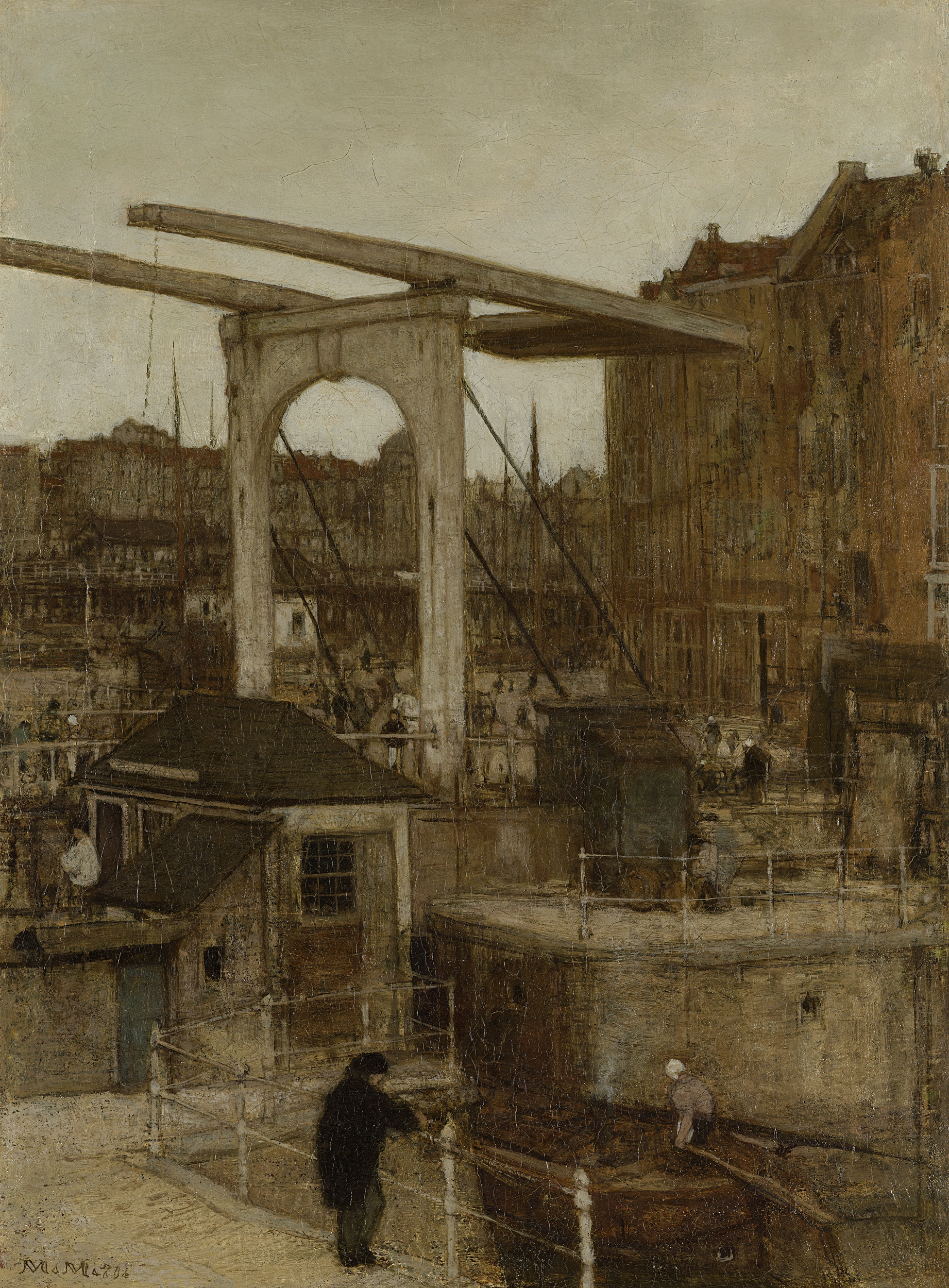
Recuerdo de Ámsterdam (1871)